# Капсовар
Капсовар — город в провинции Рифт-Валли, Кения. Административный центр округа Мараквет. По состоянию на 1999 год в городе проживало 9152 человека. В населённом пункте располагаются начальная и средняя школы, а также госпиталь на 140 мест.
В городе родилась известная бегунья Салли Кипьего и известный бегун Уильям Мутвол.